# Battleship (jeu vidéo, 1993)
Pour les articles homonymes, voir Battleship.
Battleship est un jeu vidéo de stratégie au tour par tour édité et développé par Mindscape et sorti en 1993 sur NES et Game Gear.

## Système de jeu
Le jeu est basé sur le jeu de société de la bataille navale. Les règles restent les mêmes, le joueur doit faire couler la flotte de son adversaire.

### Les armes
Le jeu dispose de 4 catégories d'armes :
- Les canons sont les armes les plus notables des bateaux des combattants. Le joueur peut attaquer un navire ennemi en appuyant sur le bouton pour viser.

- Les torpilles sont un autre type de munitions. Elles sont explosives et puissantes. Cependant, elles sont plus lentes que les canons.

- Les grenades sous-marines sont des armes utilisées contre les sous-marins et les mines sous-marines.

- Les missiles est la catégorie d'armes la plus puissante du jeu. Un bateau peut seulement avoir jusqu'à deux missiles mais peut faire couler un bateau de n'importe quelle taille en seulement un coup.

## Suite
Le jeu connut une suite, Super Battleship, sorti sur Super Nintendo et sur Mega Drive en 1994.